# Liste der Weltmeister im Motorradstraßenrennsport
Liste der Weltmeister der FIM-Motorrad-Weltmeisterschaft beginnend mit der Motorrad-Weltmeisterschaft 1949, geordnet nach Jahren und Klassen.

## Soloweltmeister
| Jahr | Klasse / Fahrer / Hersteller             | Klasse / Fahrer / Hersteller          | Klasse / Fahrer / Hersteller        | Klasse / Fahrer / Hersteller       | Klasse / Fahrer / Hersteller           |
| ---- | ---------------------------------------- | ------------------------------------- | ----------------------------------- | ---------------------------------- | -------------------------------------- |
| 1949 |                                          | 125 Nello Pagani (F.B Mondial)        | 250 Bruno Ruffo (Moto Guzzi)        | 350 Freddie Frith (Velocette)      | 500 Leslie Graham (A.J.S.)             |
| 1950 |                                          | 125 Bruno Ruffo (F.B Mondial)         | 250 Dario Ambrosini (Benelli)       | 350 Bob Foster (Velocette)         | 500 Umberto Masetti (Gilera)           |
| 1951 |                                          | 125 Carlo Ubbiali (F.B Mondial)       | 250 Bruno Ruffo (Moto Guzzi)        | 350 Geoff Duke (Norton)            | 500 Geoff Duke (Norton)                |
| 1952 |                                          | 125 Cecil Sandford (MV Agusta)        | 250 Enrico Lorenzetti (Moto Guzzi)  | 350 Geoff Duke (Norton)            | 500 Umberto Masetti (Gilera)           |
| 1953 |                                          | 125 Werner Haas (NSU)                 | 250 Werner Haas (NSU)               | 350 Fergus Anderson (Moto Guzzi)   | 500 Geoff Duke (Gilera)                |
| 1954 |                                          | 125 Rupert Hollaus (NSU)              | 250 Werner Haas (NSU)               | 350 Fergus Anderson (Moto Guzzi)   | 500 Geoff Duke (Gilera)                |
| 1955 |                                          | 125 Carlo Ubbiali (MV Agusta)         | 250 Hermann Paul Müller (NSU)       | 350 Bill Lomas (Moto Guzzi)        | 500 Geoff Duke (Gilera)                |
| 1956 |                                          | 125 Carlo Ubbiali (MV Agusta)         | 250 Carlo Ubbiali (MV Agusta)       | 350 Bill Lomas (Moto Guzzi)        | 500 John Surtees (MV Agusta)           |
| 1957 |                                          | 125 Tarquinio Provini (F.B Mondial)   | 250 Cecil Sandford (F.B Mondial)    | 350 Keith Campbell (Moto Guzzi)    | 500 Libero Liberati (Gilera)           |
| 1958 |                                          | 125 Carlo Ubbiali (MV Agusta)         | 250 Tarquinio Provini (MV Agusta)   | 350 John Surtees (MV Agusta)       | 500 John Surtees (MV Agusta)           |
| 1959 |                                          | 125 Carlo Ubbiali (MV Agusta)         | 250 Carlo Ubbiali (MV Agusta)       | 350 John Surtees (MV Agusta)       | 500 John Surtees (MV Agusta)           |
| 1960 |                                          | 125 Carlo Ubbiali (MV Agusta)         | 250 Carlo Ubbiali (MV Agusta)       | 350 John Surtees (MV Agusta)       | 500 John Surtees (MV Agusta)           |
| 1961 |                                          | 125 Tom Phillis (Honda)               | 250 Mike Hailwood (Honda)           | 350 Gary Hocking (MV Agusta)       | 500 Gary Hocking (MV Agusta)           |
| 1962 | 50 Ernst Degner (Suzuki)                 | 125 Luigi Taveri (Honda)              | 250 Jim Redman (Honda)              | 350 Jim Redman (Honda)             | 500 Mike Hailwood (MV Agusta)          |
| 1963 | 50 Hugh Anderson (Suzuki)                | 125 Hugh Anderson (Suzuki)            | 250 Jim Redman (Honda)              | 350 Jim Redman (Honda)             | 500 Mike Hailwood (MV Agusta)          |
| 1964 | 50 Hugh Anderson (Suzuki)                | 125 Luigi Taveri (Honda)              | 250 Phil Read (Yamaha)              | 350 Jim Redman (Honda)             | 500 Mike Hailwood (MV Agusta)          |
| 1965 | 50 Ralph Bryans (Honda)                  | 125 Hugh Anderson (Suzuki)            | 250 Phil Read (Yamaha)              | 350 Jim Redman (Honda)             | 500 Mike Hailwood (MV Agusta)          |
| 1966 | 50 Hans Georg Anscheidt (Suzuki)         | 125 Luigi Taveri (Honda)              | 250 Mike Hailwood (Honda)           | 350 Mike Hailwood (Honda)          | 500 Giacomo Agostini (MV Agusta)       |
| 1967 | 50 Hans Georg Anscheidt (Suzuki)         | 125 Bill Ivy (Yamaha)                 | 250 Mike Hailwood (Honda)           | 350 Mike Hailwood (Honda)          | 500 Giacomo Agostini (MV Agusta)       |
| 1968 | 50 Hans Georg Anscheidt (Suzuki)         | 125 Phil Read (Yamaha)                | 250 Phil Read (Yamaha)              | 350 Giacomo Agostini (MV Agusta)   | 500 Giacomo Agostini (MV Agusta)       |
| 1969 | 50 Ángel Nieto (Derbi)                   | 125 Dave Simmonds (Kawasaki)          | 250 Kel Carruthers (Benelli)        | 350 Giacomo Agostini (MV Agusta)   | 500 Giacomo Agostini (MV Agusta)       |
| 1970 | 50 Ángel Nieto (Derbi)                   | 125 Dieter Braun (Suzuki)             | 250 Rodney Gould (Yamaha)           | 350 Giacomo Agostini (MV Agusta)   | 500 Giacomo Agostini (MV Agusta)       |
| 1971 | 50 Jan de Vries (Kreidler)               | 125 Ángel Nieto (Derbi)               | 250 Phil Read (Yamaha)              | 350 Giacomo Agostini (MV Agusta)   | 500 Giacomo Agostini (MV Agusta)       |
| 1972 | 50 Ángel Nieto (Derbi)                   | 125 Ángel Nieto (Derbi)               | 250 Jarno Saarinen (Yamaha)         | 350 Giacomo Agostini (MV Agusta)   | 500 Giacomo Agostini (MV Agusta)       |
| 1973 | 50 Jan de Vries (Kreidler)               | 125 Kent Andersson (Yamaha)           | 250 Dieter Braun (Yamaha)           | 350 Giacomo Agostini (MV Agusta)   | 500 Phil Read (MV Agusta)              |
| 1974 | 50 Henk van Kessel (Kreidler-Van Veen)   | 125 Kent Andersson (Yamaha)           | 250 Walter Villa (Harley-Davidson)  | 350 Giacomo Agostini (Yamaha)      | 500 Phil Read (MV Agusta)              |
| 1975 | 50 Ángel Nieto (Kreidler)                | 125 Paolo Pileri (Morbidelli)         | 250 Walter Villa (Harley-Davidson)  | 350 Johnny Cecotto (Yamaha)        | 500 Giacomo Agostini (Yamaha)          |
| 1976 | 50 Ángel Nieto (Bultaco)                 | 125 Pier Paolo Bianchi (Morbidelli)   | 250 Walter Villa (Harley-Davidson)  | 350 Walter Villa (Harley-Davidson) | 500 Barry Sheene (Suzuki)              |
| 1977 | 50 Ángel Nieto (Bultaco)                 | 125 Pier Paolo Bianchi (Morbidelli)   | 250 Mario Lega (Morbidelli)         | 350 Takazumi Katayama (Yamaha)     | 500 Barry Sheene (Suzuki)              |
| 1978 | 50 Ricardo Tormo (Bultaco)               | 125 Eugenio Lazzarini (MBA)           | 250 Kork Ballington (Kawasaki)      | 350 Kork Ballington (Kawasaki)     | 500 Kenny Roberts sr. (Yamaha)         |
| 1979 | 50 Eugenio Lazzarini (Kreidler)          | 125 Ángel Nieto (Minarelli)           | 250 Kork Ballington (Kawasaki)      | 350 Kork Ballington (Kawasaki)     | 500 Kenny Roberts sr. (Yamaha)         |
| 1980 | 50 Eugenio Lazzarini (Kreidler-Van Veen) | 125 Pier Paolo Bianchi (MBA)          | 250 Toni Mang (Kawasaki)            | 350 Jon Ekerold (Bimota)           | 500 Kenny Roberts sr. (Yamaha)         |
| 1981 | 50 Ricardo Tormo (Motul-Bultaco)         | 125 Ángel Nieto (Minarelli)           | 250 Toni Mang (Kawasaki)            | 350 Toni Mang (Kawasaki)           | 500 Marco Lucchinelli (Suzuki)         |
| 1982 | 50 Stefan Dörflinger (Kreidler)          | 125 Ángel Nieto (Garelli)             | 250 Jean-Louis Tournadre (Yamaha)   | 350 Toni Mang (Kawasaki)           | 500 Franco Uncini (Suzuki)             |
| 1983 | 50 Stefan Dörflinger (Krauser)           | 125 Ángel Nieto (Garelli)             | 250 Carlos Lavado (Yamaha)          |                                    | 500 Freddie Spencer (Honda)            |
| 1984 | 80 Stefan Dörflinger (Zündapp)           | 125 Ángel Nieto (Garelli)             | 250 Christian Sarron (Yamaha)       |                                    | 500 Eddie Lawson (Yamaha)              |
| 1985 | 80 Stefan Dörflinger (Krauser)           | 125 Fausto Gresini (Garelli)          | 250 Freddie Spencer (Honda)         |                                    | 500 Freddie Spencer (Honda)            |
| 1986 | 80 Jorge Martínez (Derbi)                | 125 Luca Cadalora (Garelli)           | 250 Carlos Lavado (Yamaha)          |                                    | 500 Eddie Lawson (Yamaha)              |
| 1987 | 80 Jorge Martínez (Derbi)                | 125 Fausto Gresini (Garelli)          | 250 Toni Mang (Honda)               |                                    | 500 Wayne Gardner (Honda)              |
| 1988 | 80 Jorge Martínez (Derbi)                | 125 Jorge Martínez (Derbi)            | 250 Sito Pons (Honda)               |                                    | 500 Eddie Lawson (Yamaha)              |
| 1989 | 80 Manuel Herreros (Derbi)               | 125 Àlex Crivillé (JJ Cobas)          | 250 Sito Pons (Honda)               |                                    | 500 Eddie Lawson (Honda)               |
| 1990 |                                          | 125 Loris Capirossi (Honda)           | 250 John Kocinski (Yamaha)          |                                    | 500 Wayne Rainey (Yamaha)              |
| 1991 |                                          | 125 Loris Capirossi (Honda)           | 250 Luca Cadalora (Honda)           |                                    | 500 Wayne Rainey (Yamaha)              |
| 1992 |                                          | 125 Alessandro Gramigni (Aprilia)     | 250 Luca Cadalora (Honda)           |                                    | 500 Wayne Rainey (Yamaha)              |
| 1993 |                                          | 125 Dirk Raudies (Honda)              | 250 Tetsuya Harada (Yamaha)         |                                    | 500 Kevin Schwantz (Suzuki)            |
| 1994 |                                          | 125 Kazuto Sakata (Aprilia)           | 250 Max Biaggi (Aprilia)            |                                    | 500 Mick Doohan (Honda)                |
| 1995 |                                          | 125 Haruchika Aoki (Honda)            | 250 Max Biaggi (Aprilia)            |                                    | 500 Mick Doohan (Honda)                |
| 1996 |                                          | 125 Haruchika Aoki (Honda)            | 250 Max Biaggi (Aprilia)            |                                    | 500 Mick Doohan (Honda)                |
| 1997 |                                          | 125 Valentino Rossi (Aprilia)         | 250 Max Biaggi (Honda)              |                                    | 500 Mick Doohan (Honda)                |
| 1998 |                                          | 125 Kazuto Sakata (Aprilia)           | 250 Loris Capirossi (Aprilia)       |                                    | 500 Mick Doohan (Honda)                |
| 1999 |                                          | 125 Emilio Alzamora (Honda)           | 250 Valentino Rossi (Aprilia)       |                                    | 500 Àlex Crivillé (Honda)              |
| 2000 |                                          | 125 Roberto Locatelli (Aprilia)       | 250 Olivier Jacque (Yamaha)         |                                    | 500 Kenny Roberts jr. (Suzuki)         |
| 2001 |                                          | 125 Manuel Poggiali (Gilera)          | 250 Daijirō Katō (Honda)            |                                    | 500 Valentino Rossi (Honda)            |
| 2002 |                                          | 125 Arnaud Vincent (Aprilia)          | 250 Marco Melandri (Aprilia)        |                                    | MotoGP 990 Valentino Rossi (Honda)     |
| 2003 |                                          | 125 Dani Pedrosa (Honda)              | 250 Manuel Poggiali (Aprilia)       |                                    | MotoGP 990 Valentino Rossi (Honda)     |
| 2004 |                                          | 125 Andrea Dovizioso (Honda)          | 250 Dani Pedrosa (Honda)            |                                    | MotoGP 990 Valentino Rossi (Yamaha)    |
| 2005 |                                          | 125 Thomas Lüthi (Honda)              | 250 Dani Pedrosa (Honda)            |                                    | MotoGP 990 Valentino Rossi (Yamaha)    |
| 2006 |                                          | 125 Álvaro Bautista (Aprilia)         | 250 Jorge Lorenzo (Aprilia)         |                                    | MotoGP 990 Nicky Hayden (Honda)        |
| 2007 |                                          | 125 Gábor Talmácsi (Aprilia)          | 250 Jorge Lorenzo (Aprilia)         |                                    | MotoGP 800 Casey Stoner (Ducati)       |
| 2008 |                                          | 125 Mike Di Meglio (Derbi)            | 250 Marco Simoncelli (Gilera)       |                                    | MotoGP 800 Valentino Rossi (Yamaha)    |
| 2009 |                                          | 125 Julián Simón (Aprilia)            | 250 Hiroshi Aoyama (Honda)          |                                    | MotoGP 800 Valentino Rossi (Yamaha)    |
| 2010 |                                          | 125 Marc Márquez (Derbi)              | Moto2 600 Toni Elías (Moriwaki)     |                                    | MotoGP 800 Jorge Lorenzo (Yamaha)      |
| 2011 |                                          | 125 Nicolás Terol (Aprilia)           | Moto2 600 Stefan Bradl (Kalex)      |                                    | MotoGP 800 Casey Stoner (Honda)        |
| 2012 |                                          | Moto3 250 Sandro Cortese (KTM)        | Moto2 600 Marc Márquez (Suter)      |                                    | MotoGP 1000 Jorge Lorenzo (Yamaha)     |
| 2013 |                                          | Moto3 250 Maverick Viñales (KTM)      | Moto2 600 Pol Espargaró (Kalex)     |                                    | MotoGP 1000 Marc Márquez (Honda)       |
| 2014 |                                          | Moto3 250 Álex Márquez (Honda)        | Moto2 600 Esteve Rabat (Kalex)      |                                    | MotoGP 1000 Marc Márquez (Honda)       |
| 2015 |                                          | Moto3 250 Danny Kent (Honda)          | Moto2 600 Johann Zarco (Kalex)      |                                    | MotoGP 1000 Jorge Lorenzo (Yamaha)     |
| 2016 |                                          | Moto3 250 Brad Binder (KTM)           | Moto2 600 Johann Zarco (Kalex)      |                                    | MotoGP 1000 Marc Márquez (Honda)       |
| 2017 |                                          | Moto3 250 Joan Mir (Honda)            | Moto2 600 Franco Morbidelli (Kalex) |                                    | MotoGP 1000 Marc Márquez (Honda)       |
| 2018 |                                          | Moto3 250 Jorge Martín (Honda)        | Moto2 600 Francesco Bagnaia (Kalex) |                                    | MotoGP 1000 Marc Márquez (Honda)       |
| 2019 |                                          | Moto3 250 Lorenzo Dalla Porta (Honda) | Moto2 765 Álex Márquez (Kalex)      |                                    | MotoGP 1000 Marc Márquez (Honda)       |
| 2020 |                                          | Moto3 250 Albert Arenas (KTM)         | Moto2 765 Enea Bastianini (Kalex)   |                                    | MotoGP 1000 Joan Mir (Suzuki)          |
| 2021 |                                          | Moto3 250 Pedro Acosta (KTM)          | Moto2 765 Remy Gardner (Kalex)      |                                    | MotoGP 1000 Fabio Quartararo (Yamaha)  |
| 2022 |                                          | Moto3 250 Izan Guevara (GasGas)       | Moto2 765 Augusto Fernández (Kalex) |                                    | MotoGP 1000 Francesco Bagnaia (Ducati) |
| 2023 |                                          | Moto3 250 Jaume Masiá (Honda)         | Moto2 765 Pedro Acosta (Kalex)      |                                    | MotoGP 1000 Francesco Bagnaia (Ducati) |
| 2024 |                                          | Moto3 250 David Alonso (CFMoto)       | Moto2 765 Ai Ogura (Boscoscuro)     |                                    | MotoGP 1000 Jorge Martín (Ducati)      |

## MotoE-Weltmeisterschaft
(bis 2022 MotoE World Cup)
| Jahr | Fahrer                        |
| ---- | ----------------------------- |
| 2019 | Matteo Ferrari (Energica)     |
| 2020 | Jordi Torres (Energica)       |
| 2021 | Jordi Torres (Energica)       |
| 2022 | Dominique Aegerter (Energica) |
| 2023 | Mattia Casadei (Ducati)       |
| 2024 | Héctor Garzó (Ducati)         |

## Gespann-Weltmeister
| Jahr | Fahrer / Beifahrer                                   | Hersteller                    |
| ---- | ---------------------------------------------------- | ----------------------------- |
| 1949 | Eric Oliver / Denis Jenkinson                        | Norton                        |
| 1950 | Eric Oliver / Lorenzo Dobelli                        | Norton                        |
| 1951 | Eric Oliver / Lorenzo Dobelli                        | Norton                        |
| 1952 | Cyril Smith / Bob Clements                           | Norton                        |
| 1953 | Eric Oliver / Stan Dibben                            | Norton                        |
| 1954 | Wilhelm Noll / Fritz Cron                            | BMW                           |
| 1955 | Willi Faust / Karl Remmert                           | BMW                           |
| 1956 | Wilhelm Noll / Fritz Cron                            | BMW                           |
| 1957 | Fritz Hillebrand / Manfred Grunwald                  | BMW                           |
| 1958 | Walter Schneider / Hans Strauß                       | BMW                           |
| 1959 | Walter Schneider / Hans Strauß                       | BMW                           |
| 1960 | Helmut Fath / Alfred Wohlgemuth                      | BMW                           |
| 1961 | Max Deubel / Emil Hörner                             | BMW                           |
| 1962 | Max Deubel / Emil Hörner                             | BMW                           |
| 1963 | Max Deubel / Emil Hörner                             | BMW                           |
| 1964 | Max Deubel / Emil Hörner                             | BMW                           |
| 1965 | Fritz Scheidegger / John Robinson                    | BMW                           |
| 1966 | Fritz Scheidegger / John Robinson                    | BMW                           |
| 1967 | Klaus Enders / Ralf Engelhardt                       | BMW                           |
| 1968 | Helmut Fath / Wolfgang Kalauch                       | URS                           |
| 1969 | Klaus Enders / Ralf Engelhardt                       | BMW                           |
| 1970 | Klaus Enders / Wolfgang Kalauch bzw. Ralf Engelhardt | BMW                           |
| 1971 | Horst Owesle / Julius Kremer bzw. Peter Rutterford   | URS                           |
| 1972 | Klaus Enders / Ralf Engelhardt                       | BMW                           |
| 1973 | Klaus Enders / Ralf Engelhardt                       | BMW                           |
| 1974 | Klaus Enders / Ralf Engelhardt                       | BMW                           |
| 1975 | Rolf Steinhausen / Josef Huber                       | Busch-König                   |
| 1976 | Rolf Steinhausen / Josef Huber                       | Busch-König                   |
| 1977 | George O’Dell / Kenny Arthur bzw. Cliff Holland      | Seymaz-Yamaha / Windle-Yamaha |
| 1978 | Rolf Biland / Kenny Williams                         | TTM-Yamaha / BEO-Yamaha       |
| 1979 | (Kat. B2A) Rolf Biland / Kurt Waltisperg             | Schmid-Yamaha                 |
| 1979 | (Kat. B2B) Bruno Holzer / Karl Meierhans             | LCR-Yamaha                    |
| 1980 | Jock Taylor / Benga Johansson                        | Windle-Yamaha                 |
| 1981 | Rolf Biland / Kurt Waltisperg                        | LCR-Yamaha                    |
| 1982 | Werner Schwärzel / Andreas Huber                     | Seymaz-Yamaha                 |
| 1983 | Rolf Biland / Kurt Waltisperg                        | LCR-Yamaha                    |
| 1984 | Egbert Streuer / Bernd Schnieders                    | LCR-Yamaha                    |
| 1985 | Egbert Streuer / Bernd Schnieders                    | LCR-Yamaha                    |
| 1986 | Egbert Streuer / Bernd Schnieders                    | LCR-Yamaha                    |
| 1987 | Steve Webster / Tony Hewitt                          | LCR-Yamaha                    |
| 1988 | Steve Webster / Tony Hewitt                          | LCR-Yamaha                    |
| 1989 | Steve Webster / Tony Hewitt                          | LCR-Krauser                   |
| 1990 | Alain Michel / Simon Birchall                        | LCR-Krauser                   |
| 1991 | Steve Webster / Gavin Simmons                        | LCR-Krauser                   |
| 1992 | Rolf Biland / Kurt Waltisperg                        | LCR-Krauser                   |
| 1993 | Rolf Biland / Kurt Waltisperg                        | LCR-Krauser                   |
| 1994 | Rolf Biland / Kurt Waltisperg                        | LCR-ADM                       |
| 1995 | Darren Dixon / Andy Hetherington                     | Windle-ADM                    |
| 1996 | Darren Dixon / Andy Hetherington                     | Windle-ADM                    |
| 1997 | Steve Webster / David James                          | LCR-ADM                       |
| 1998 | Steve Webster / David James                          | LCR-Honda                     |
| 1999 | Steve Webster / David James                          | LCR-Suzuki                    |
| 2000 | Steve Webster / Paul Woodhead                        | LCR-Suzuki                    |
| 2001 | Klaus Klaffenböck / Christian Parzer                 | LCR-Suzuki                    |
| 2002 | Steve Abbott / Jamie Biggs                           | Windle-Yamaha                 |
| 2003 | Steve Webster / Paul Woodhead                        | LCR-Suzuki                    |
| 2004 | Steve Webster / Paul Woodhead                        | LCR-Suzuki                    |
| 2005 | Tim Reeves / Patrick Farrance                        | LCR-Suzuki                    |
| 2006 | Tim Reeves / Patrick Farrance                        | LCR-Suzuki                    |
| 2007 | Tim Reeves / Patrick Farrance                        | LCR-Suzuki                    |
| 2008 | Pekka Päivärinta / Timo Karttiala                    | LCR-Suzuki                    |
| 2009 | Ben Birchall / Tom Birchall                          | LCR-Suzuki                    |
| 2010 | Pekka Päivärinta / Adolf Hänni                       | LCR-Suzuki                    |
| 2011 | Pekka Päivärinta / Adolf Hänni                       | LCR-Suzuki                    |
| 2012 | Tim Reeves / Ashley Hawes                            | LCR-Suzuki                    |
| 2013 | Pekka Päivärinta / Adolf Hänni                       | LCR-Suzuki                    |
| 2014 | (F1) Tim Reeves / Gregory Cluze                      | LCR-Kawasaki                  |
| 2014 | (F2) Tim Reeves / Gregory Cluze                      | DMR                           |
| 2015 | (F1) Bennie Streuer / Geert Koerts                   | LCR-Suzuki                    |
| 2015 | (F2) Tim Reeves / Patrick Farrance                   | DMR-Honda                     |
| 2016 | (F1) Pekka Päivärinta / Kirsi Kainulainen            | LCR-BMW                       |
| 2016 | (F2) Ben Birchall / Tom Birchall                     | LCR-Honda                     |
| 2017 | Ben Birchall / Tom Birchall                          | LCR-Honda                     |
| 2018 | Ben Birchall / Tom Birchall                          | LCR-Honda                     |
| 2019 | Tim Reeves / Mark Wilkes                             | Adolf RS-Yamaha               |
| 2021 | Markus Schlosser / Marcel Fries                      | LCR-Yamaha                    |
| 2022 | Todd Ellis / Emmanuelle Clément                      | LCR-Yamaha                    |
| 2023 | Todd Ellis / Emmanuelle Clément                      | LCR-Yamaha                    |
| 2024 | Harry Payne / Kevin Rousseau                         | ARS-Yamaha                    |

## Liste der Rennfahrer, die mehrfach Weltmeister wurden
| Anzahl der Titel | Fahrer               | Klasse(n)                                         |
| ---------------- | -------------------- | ------------------------------------------------- |
| 15               | Giacomo Agostini     | 7 × 350 cm³, 8 × 500 cm³                          |
| 13               | Ángel Nieto          | 6 × 50 cm³, 7 × 125 cm³                           |
| 9                | Mike Hailwood        | 3 × 250 cm³, 2 × 350 cm³, 4 × 500 cm³             |
| 9                | Valentino Rossi      | 1 × 125 cm³, 1 × 250 cm³, 1 × 500 cm³, 6 × MotoGP |
| 9                | Carlo Ubbiali        | 6 × 125 cm³, 3 × 250 cm³                          |
| 8                | Marc Márquez         | 1 × 125 cm³, 1 × Moto2, 6 × MotoGP                |
| 7                | Phil Read            | 1 × 125 cm³, 4 × 250 cm³, 2 × 500 cm³             |
| 7                | John Surtees         | 3 × 350 cm³, 4 × 500 cm³                          |
| 6                | Geoff Duke           | 2 × 350 cm³, 4 × 500 cm³                          |
| 6                | Jim Redman           | 2 × 250 cm³, 4 × 350 cm³                          |
| 5                | Mick Doohan          | 5 × 500 cm³                                       |
| 5                | Jorge Lorenzo        | 2 × 250 cm³, 3 × MotoGP                           |
| 5                | Toni Mang            | 3 × 250 cm³, 2 × 350 cm³                          |
| 4                | Hugh Anderson        | 2 × 50 cm³, 2 × 125 cm³                           |
| 4                | Kork Ballington      | 2 × 250 cm³, 2 × 350 cm³                          |
| 4                | Max Biaggi           | 4 × 250 cm³                                       |
| 4                | Stefan Dörflinger    | 2 × 50 cm³, 2 × 80 cm³                            |
| 4                | Eddie Lawson         | 4 × 500 cm³                                       |
| 4                | Jorge Martínez       | 3 × 80 cm³, 1 × 125 cm³                           |
| 4                | Walter Villa         | 3 × 250 cm³, 1 × 350 cm³                          |
| 3                | Hans Georg Anscheidt | 3 × 50 cm³                                        |
| 3                | Francesco Bagnaia    | 1 × Moto2, 2 × MotoGP                             |
| 3                | Pier Paolo Bianchi   | 3 × 125 cm³                                       |
| 3                | Luca Cadalora        | 1 × 125 cm³, 2 × 250 cm³                          |
| 3                | Loris Capirossi      | 2 × 125 cm³, 1 × 250 cm³                          |
| 3                | Werner Haas          | 1 × 125 cm³, 2 × 250 cm³                          |
| 3                | Eugenio Lazzarini    | 1 × 125 cm³, 2 × 50 cm³                           |
| 3                | Dani Pedrosa         | 1 × 125 cm³, 2 × 250 cm³                          |
| 3                | Wayne Rainey         | 3 × 500 cm³                                       |
| 3                | Kenny Roberts sr.    | 3 × 500 cm³                                       |
| 3                | Bruno Ruffo          | 1 × 125 cm³, 2 × 250 cm³                          |
| 3                | Freddie Spencer      | 1 × 250 cm³, 2 × 500 cm³                          |
| 3                | Luigi Taveri         | 3 × 125 cm³                                       |
| 2                | Pedro Acosta         | 1 × Moto3, 1 × Moto2                              |
| 2                | Fergus Anderson      | 2 × 350 cm³                                       |
| 2                | Kent Andersson       | 2 × 125 cm³                                       |
| 2                | Haruchika Aoki       | 2 × 125 cm³                                       |
| 2                | Dieter Braun         | 1 × 125 cm³, 1 × 250 cm³                          |
| 2                | Àlex Crivillé        | 1 × 125 cm³, 1 × 500 cm³                          |
| 2                | Fausto Gresini       | 2 × 125 cm³                                       |
| 2                | Gary Hocking         | 1 × 350 cm³, 1 × 500 cm³                          |
| 2                | Carlos Lavado        | 2 × 250 cm³                                       |
| 2                | Bill Lomas           | 2 × 350 cm³                                       |
| 2                | Álex Márquez         | 1 × Moto3, 1 × Moto2                              |
| 2                | Jorge Martín         | 1 × Moto3, 1 × MotoGP                             |
| 2                | Umberto Masetti      | 2 × 500 cm³                                       |
| 2                | Joan Mir             | 1 × Moto3, 1 × MotoGP                             |
| 2                | Manuel Poggiali      | 1 × 125 cm³, 1 × 250 cm³                          |
| 2                | Sito Pons            | 2 × 250 cm³                                       |
| 2                | Tarquinio Provini    | 1 × 125 cm³, 1 × 250 cm³                          |
| 2                | Kazuto Sakata        | 2 × 125 cm³                                       |
| 2                | Cecil Sandford       | 1 × 125 cm³, 1 × 250 cm³                          |
| 2                | Barry Sheene         | 2 × 500 cm³                                       |
| 2                | Casey Stoner         | 2 × MotoGP                                        |
| 2                | Ricardo Tormo        | 2 × 50 cm³                                        |
| 2                | Jan de Vries         | 2 × 50 cm³                                        |
| 2                | Johann Zarco         | 2 × Moto2                                         |

## Liste der Rennfahrer, die in einem Jahr Doppelweltmeister wurden
| Jahr             | Fahrer           | Anzahl der Titel (Klasse)         |
| ---------------- | ---------------- | --------------------------------- |
| 1968 bis 1972    | Giacomo Agostini | 5 × (jeweils 350 cm³ und 500 cm³) |
| 1958 bis 1960    | John Surtees     | 3 × (jeweils 350 cm³ und 500 cm³) |
| 1956, 1959, 1960 | Carlo Ubbiali    | 3 × (jeweils 125 cm³ und 250 cm³) |
| 1962, 1963       | Jim Redman       | 2 × (jeweils 250 cm³ und 350 cm³) |
| 1966, 1967       | Mike Hailwood    | 2 × (jeweils 250 cm³ und 350 cm³) |
| 1978, 1979       | Kork Ballington  | 2 × (jeweils 250 cm³ und 350 cm³) |
| 1951             | Geoff Duke       | 1 × (350 cm³ und 500 cm³)         |
| 1953             | Werner Haas      | 1 × (125 cm³ und 250 cm³)         |
| 1961             | Gary Hocking     | 1 × (350 cm³ und 500 cm³)         |
| 1963             | Hugh Anderson    | 1 × (50 cm³ und 125 cm³)          |
| 1968             | Phil Read        | 1 × (125 cm³ und 250 cm³)         |
| 1972             | Ángel Nieto      | 1 × (50 cm³ und 125 cm³)          |
| 1976             | Walter Villa     | 1 × (250 cm³ und 350 cm³)         |
| 1981             | Toni Mang        | 1 × (250 cm³ und 350 cm³)         |
| 1985             | Freddie Spencer  | 1 × (250 cm³ und 500 cm³)         |
| 1988             | Jorge Martínez   | 1 × (80 cm³ und 125 cm³)          |